# 谷口亮
谷口 亮（たにぐち りょう、1974年9月5日 - ）は、日本のフリーイラストレーター。福岡県福岡市出身、中村学園三陽高等学校、アメリカ合衆国・カブリオカレッジ卒、元九州デザイナー学院特別講師。九州産業大学造形短期大学部客員教授。父親も同じくイラストレーターの谷口富。

## 来歴
1997年、アメリカ合衆国カリフォルニア州のカブリオカレッジを卒業して帰国後、描いた2頭身のキャラクターを父親でイラストレーターの谷口富から褒められ1998年から本格的にキャラクターデザイナーを志す。大学在学中は水彩やアクリル、裸婦デッサンばかりでIllustratorやPhotoshopは帰国後に独学で覚え、路上で自作のキャラクターグッズを販売していた。
2018年2月28日、谷口がデザインした「ア案」作品が小学生の投票により2020年東京オリンピック・パラリンピックの公式マスコットキャラクターに選出された。褞袍姿で記者会見に臨んだ谷口は「（受賞で）頭の中が真っ白になった」と語り、「（金銭面で苦労をかけた妻に）回らない寿司を食べさせたい」と笑いを誘った。
2018年7月22日、2020年東京オリンピック・パラリンピックのマスコットキャラクター名が「ミライトワ」と「ソメイティ」に決定した。